# 詩麗通·莉阿藍瓦
詩麗通·莉阿藍瓦（羅馬化：Sireethorn Leearamwat，1993年12月4日—），小名Bint，為泰國藥劑師、演員和選美皇后。於2019年獲得泰國小姐的封號，並代表泰國參賽2019年國際小姐（Miss International）且在該賽中獲勝，成為泰國歷史上第一個贏得國際小姐的泰國代表，並且連續維持這個封號3年，被認為是世界上任期最長的國際小姐。

## 早期生活
Bint於1993年12月4日出生於泰國曼谷。其父親為中國人，母親則是中泰混血。高中畢業於博丁第一中學，大學畢業於瑪希敦大學的藥學院。在正式出道前，曾擔任營銷藥劑師（產品治療護送專家）一職。

## 個人簡歷

### 2019泰國小姐
Bint的選美生涯始於2019年的泰國小姐競賽。Bint起初入圍該競賽的前20名，接著躋身前8名，而後成功脫穎而出，榮獲2019泰國小姐的桂冠，並獲選為泰國中部的代表之一，角逐2019年國際小姐大賽。

### 2019國際小姐
Bint於2019年10月抵達東京參加2019年國際小姐大賽。決賽之夜於2019年11月12日舉行。Bint從最初的83名代表晉級到前15名，隨後晉級至前8名，最終獲得后冠，並由2018年國際小姐冠軍，來自委內瑞拉的瑪麗姆·維拉茲科為其進行加冕儀式。
憑藉這次的獲勝，Bint成為第一位獲得國際小姐冠軍的泰國女性，也是自1988年蓬蝶普·娜矶朗嘉诺克獲得1988年度環球小姐比賽冠軍以來第一位贏得四大國際選美大賽之一的泰國女性。
作為國際小姐，Bint曾參訪過印尼、日本、越南 、瓜地馬拉、韓國的各個城市以及她的故鄉泰國。

## 影視作品

### 電視劇
| 首播年份 | 戲名                    | 戲名   | 播放平台          | 角色                   | 備註 |
| 首播年份 | 譯名                    | 原文名 | 播放平台          | 角色                   | 備註 |
| 2020年   | 《愛鬧鬼系列2之神秘屋》 |        | Thai Ch8          | 未知                   | 主演 |
| 2021年   | 《愛你呦》              |        | One 31            | Pikul                  | 主演 |
| 2021年   | 《緣定之愛》            |        | One 31            | Wasee                  | 主演 |
| 2023年   | 《第二次機會》          |        | One 31            | Pin                    | 主演 |
| 2024年   | 《阿瑜陀耶女王》        |        | One 31 （剪輯版） | 朗坎 （陶·斯里朱拉拉） | 配角 |

### 網路劇
| 首播年份 | 戲名             | 戲名   | 播放平台        | 角色                   | 備註 |
| 首播年份 | 譯名             | 原文名 | 播放平台        | 角色                   | 備註 |
| 2024年   | 《阿瑜陀耶女王》 |        | oneD （完整版） | 朗坎 （陶·斯里朱拉拉） | 配角 |

## 獎項
| 年份   | 組織                                     | 獎項                    | 獲獎作品 | 來源  |
| 2019年 | Miss Thailand 2019 （2019泰國小姐）      | 桂冠                    | 不適用   |       |
| 2019年 | Miss International 2019 （2019國際小姐） | 后冠                    | 不適用   | [ 5 ] |
| 2019年 | HOWE AWARDS 2019                         | HOWE HALL OF FAME AWARD | 不適用   |       |

## 外部連結
- 詩麗通·莉阿藍瓦於One 31的簡介 （页面存档备份，存于）（泰文）
- 詩麗通·莉阿藍瓦的Instagram帳戶（泰文）
- YouTube上的詩麗通·莉阿藍瓦頻道（泰文）

| 奖项与成就               | 奖项与成就      | 奖项与成就                 |
| ------------------------ | --------------- | -------------------------- |
| 前任者： —               | 泰國小姐 2019年 | 繼任者： 娜塔帕特·彭布拉潘 |
| 前任者： 瑪麗姆·維拉茲科 | 國際小姐 2019年 | 繼任者： 賈斯敏·塞爾伯格   |